# شرح العقيدة الأصفهانية
شرح العقيدة الأصفهانية -أو الأصبهانية- كتاب ألَّفَه ابن تيمية بعد أن سُئل أن يشرح العقيدة الأصفهانية التي ألَّفها شمس الدين أبو عبدالله محمد بن محمود بن محمد بن عبّاد العِجلي الأصفهاني الأشعري فأجاب إلى ذلك وبين ابن تيمية عقيدة أهل السنة والجماعة بالأدلة من القرآن والحديث النبوي والأدلة العقلية وخالف المؤلف في أشياء ورد عليه وقال: «الحق أحق أن يتبع».

## هدف الكتاب
فهذا الكتاب إذن يهدف إلى شرح العقيدة الأصبهانية. وقد بدأ الكتاب بتقديم ترجمة للأصبهاني وابن تيمية، وعرض تمهيد لمذاهب الأصبهانية وشرحها، وبين سبب تأليف الكتاب ومكانه وتاريخه. ثم وضح أن ما ذكره الأصبهاني من مسائل فهو حق في الجملة، وذكر مذهب سلف الأمة في صفات الله تعالى وطريقة الاستدلال عليها، وبين المسائل التي يذكرها أهل السنة في عقائدهم المختصرة، وشرح دليل الأصبهاني على وجود الخالق، وشرح دليل الأصبهاني على وحدانية الخالق. ثم جاء فصل في أنواع التوحيد وتوحيد الصفات، وفصل في توحيد الربوبية، وفصل في مسألة حدوث العالم وإغفال الأصبهاني هذه المسألة، وبين إنكار أئمة الإسلام طريقة الجهمية وموافقيهم في إثيات الصانع وحدوث العالم، ووضح أقوال ومرويات السلف والمقاربين لهم في بيان مذهبهم في أفعال الله، وذكر دلالة القرآن على أفعال الله، ودلالة الأحاديث على أفعال الله. ثم جاء فصل في طرق أهل الكلام في إثبات الصانع وطرق أهل الكلام في الاستدلال على حدوث الأجسام، وأقوال الناس في دوام الحوادث. ثم جاء فصل في دليل الأشاعرة وموافقيهم، وفصل في شرح دليل الأصبهاني على نبوة محمد ﷺ، وفصل في شرح كلام الأصبهاني عن اليوم الآخر.

## العقيدة الأصفهانية
نص الأصفهاني في عقيدته على وجود الخالق للعالم ووحدانيته، وأسمائه الدالة على صفاته السبع التي يثبتها الأشاعرة، صفات زائدة على الذات القائمة بها، إذ قال: «للعالم خالق واجب الوجود بذاته، واحدٌ، عالمٌ، قادرٌ، حيٌ، مريدٌ، متكلمٌ، سميعٌ بصيرٌ». ثم استدل على هذه المسائل بأدلة عقلية ما عدا «الكلام»، فأثبته بأنه تعالى آمر وناهِ، والسمع والبصر قال: «إن الدليل عليه السمعيات».
ثم ذكر أن الدليل على نبوة الأنبياء: المعجزات، والدليل على نبوة النبي محمد: القرآن المعجز لفظه ومعناه.
وختم الأصفهاني عقيدته بقوله: "ثم نقول: كل ما أخبر به محمد ﷺ من عذاب القبر ومنكر ونكير وغير ذلك من أحوال القيامة والصراط والميزان والشفاعة والجنة والنار هو حق لأنه ممكن، وقد أخبر به الصادق، فليزم صدقه".

## مقدمة المحقق
(قد حوى الكتاب -على صغر حجمه- دُررًا كثيرة، وفوائد جمة من كلام شيخ الإسلام في نصرة العقيدة الصحيحة، عقيدة أهل السنة والجماعة، والرد على ضلالات وأهواء أهل البدع، وتفنيد شبهاتهم، ودحض أباطيلهم، بأسلوب ماتع كما كانت عادته، ولأهمية هذا الكتاب وعظم فوائده استخرت الله تعالى في خدمته، فضبطت نصه وخرجت أحاديثه وعلقت عليه بما يسره الله...
وقصة تأليف هذا الكتاب أنه كان قد سُئل ابن تيمية وهو مقيم بالديار المصرية في شهور سنة اثنتي عشر وسبعمائة أن يشرح العقيدة التي ألفها الشيخ شمس الدين محمود بن الأصفهاني الإمام المتكلم المشهور الذي قيل إنه لم يدخل إلى الديار المصرية أحد من رؤوس علماء الكلام مثله وأن يبين ما فيها. فأجاب إلى ذلك واعتذر بأنه لا بد عند شرح ذلك الكلام من مخالفة بعض مقاصده لما توجبه قواعد الإسلام فإن الحق أحق أن يتبع، «والله ورسوله أحق أن يرضوه إن كانوا مؤمنين»، والله تعالى يقول: «وما آتاكم الرسول فخذوه وما نهاكم عنه فانتهوا»، «النبي أولى بالمؤمنين من أنفسهم»، «فلا وربك لا يؤمنون حتى يحكموك فيما شجر بينهم ثم لا يجدوا في أنفسهم حرجا مما قضيت ويسلموا تسليما». وقال تعالى: «يا أيها الذين آمنوا أطيعوا الله وأطيعوا الرسول وأولي الأمر منكم فإن تنازعتم في شيء فردوه إلى الله والرسول إن كنتم تؤمنون بالله واليوم الآخر ذلك خير وأحسن تأويلا». وليُعلم أن الشرح المطلوب الآتي ذكره اشتمل ولله الحمد مع اختصاره على غرر قواعد أصول الدين التي لم ينهض بتحقيق الحق فيها إلا الجهابذة النقاد من سادات الأولين والآخرين كما ستشهد ذلك ويشهد به وقت التأمل أهل العدل والإنصاف، من المحقين المحققين).

## أبواب الكتاب الرئيسية
بعد المقدمة وترجمة المصنف والمدخل، كانت هذه هي الفصول الرئيسة في الكتاب:
-مذهب السلف في الأسماء والصفات.
-فصل [الرد على من نفى بعض صفات الله ].
-فصل [تميز أهل السنة والجماعة عن الكفار والمبتدعين].
-فصل [الرد على نفاة الصفات].
-فصل [الدليل على علم الله ].
-فصل [الدليل على قدرة الله ].
-فصل [الدليل على أنه سبحانه حي].
فصل [إثبات صفتي العلو والكلام والرد على النفاة].
-فصل [طريقة إثبات السلف والأئمة لكلام الله سبحانه والرد على المشبهة].
-فصل [طرق أخرى في إثبات كونه سبحانه متكلماً].
-فصل [إثبات كون الله سميعاً بصيراً].
-فصل [الدليل على نبوة الأنبياء].
-فصل [طرق دلالة المعجزة على الصدق].
-فصل [مسألة التحسين والتقبيح العقليين].
-فصل [دلائل نبوة النبي محمد ].
فصل [التصديق بما أخبر به النبي محمد من الأمور الغيبية].

## نبذة عن المؤلف[10]
هو تقي الدين أبو العباس أحمد بن عبد الحليم بن عبد السلام بن عبد الله بن أبي القاسم بن محمد ابن تيمية الحراني الحنبلي الدمشقي. (661-728هـ = 1263-1328م).
• كان يُلقب بـ الإمام، شيخ الإسلام. ولد في حران وتحول به أبوه إلى دمشق فنبغ واشتهر.
• وطلب إلى مصر من أجل فتوى أفتى بها، فقصدها، فتعصب عليه جماعة من أهلها فسجن مدة، ونقل إلى الإسكندرية. ثم أطلق فسافر إلى دمشق سنة 712 هـ واعتقل بها سنة 720 وأطلق، ثم أعيد، ومات معتقلا بقلعة دمشق، فخرجت دمشق كلها في جنازته.
• كان كثير البحث في فنون الحكمة، داعية إصلاح في الدين. آية في التفسير والأصول، فصيح اللسان، قلمه ولسانه متقاربان.
• وفي الدرر الكامنة أنه ناظر العلماء واستدل وبرع في العلم والتفسير وأفتى ودرّس وهو دون العشرين.
أما تصانيفه ففي الدرر أنها ربما تزيد على أربعة آلاف كراسة، وفي فوات الوفيات أنها تبلغ ثلاث مئة مجلد.
ولمحمد بن عبد الهادي المقدسي كتاب في سيرته سماه (العقود الدرية في مناقب شيخ الإسلام أحمد بن تيمية - ط)
وللشيخ مرعي الكرمي الحنبلي، كتاب (الكواكب الدرية - ط) في مناقبه، ومثله لسراج الدين عمر بن علي ابن موسى البزار، وللشهاب أحمد بن يحيى بن فضل الله العمري.

## مصاد خارجية
كتاب: شرح العقيدة الأصفهانية لابن تيمية من موقع المكتبة الشاملة